# 坂井真紀
坂井 真紀（日语：／ Sakai Maki，1970年5月17日—），日本女演員、歌手，出生於日本東京都台東區。

## 生平
畢業於十文字学园女子大学短期大学部。
1992年開始演出日本電視連續劇，也以歌手身份出現。1996年後開始演出電影。

## 家庭
2009年10月1日，與攝影師鈴木心結婚。2011年，生下一女。2019年，鈴木被報導與女大學生過夜的新聞；2020年6月底，坂井與鈴木離婚，女兒監護權歸坂井。

## 戲劇演出

### 電視劇
- 90日間トテナム・パブ（1992年1月9日 - 3月19日，富士電視台）※出道作
- 熱い胸さわぎ 第2章 悲しい気持（1992年，TBS電視台）
- ずっとあなたが好きだった（1992年，TBS電視台）
- 二十歳の約束（1992年，富士電視台）
- お茶の間（1993年，よみうりTV）
- ダブル・キッチン（1993年，TBS電視台）
- ポケベルが鳴らなくて（1993年，日本電視台）
- 長男の嫁（1994年，TBS電視台）
- 私の運命（1994年，TBS電視台）
- 海が見たいと君が言って（1994年，富士電視台）
- まだ恋は始まらない（1995年，富士電視台）
- ざけんなヨ!!9「二世帯住宅の甘い罠」（1995年，富士電視台） - 志賀久子
- ひと夏のプロポーズ（1996年，TBS電視台）
- ベストパートナー（1997年，TBS電視台）
- 世紀末之詩（1998年，日本電視台）
- てっぺん（1999年，朝日電視台）
- はなまるマーケット殺人事件（2000年，TBS電視台）
- スタイル（2000年，朝日電視台）
- ビッグウイング（2001年，TBS電視台）
- 初体験（2002年，富士電視台）
- 恋は戦い!（2003年，朝日電視台）
- 恋する日曜日（2003年，BS-TBS）
- 日向夢子調停委員事件簿（2003年，富士電視台）
- 手機刑警錢形淚（2004年，BS-i）
- 佐藤四姉妹（2005年，BS-i）
- 去年ルノアールで（2007年7月22日，東京電視台） - OL
- 愛迪生之母（2008年1月～3月，TBS電視台）
- NHK晨間劇『ウェルかめ』（NHK大阪放送局），2009年9月28日 - 2010年3月27日）- 須堂啓
- 湯けむりスナイパーSP（2010年1月2日，東京電視台）
- 第八日的蟬（2010年4月，NHK）- 沢田久美
- 不良仔與眼鏡妹（2010年6月4日，TBS電視台） - 堺律子
- 屋上のあるアパート SP（2011年3月21日，TBS電視台） - 猪熊マキ
- 自閉天才ATARU 第2話（2012年4月22日，TBS電視台） - 早乙女信子
- リセット〜本当のしあわせの見つけ方〜（2012年9月30日，每日放送，TBS電視台） - 赤坂晴美
- イロドリヒムラ 第7話（2012年11月26日，TBS電視台） - 森岡桐子
- 真幌站前多田便利屋 第1話（2013年1月11日，東京電視台） - 西村悦子
- LAST HOPE 第5話（2013年2月13日，富士電視台） - 山崎千佳
- 陽光照耀之地 第6、7回 （2013年2月12日 - 2月19日，NHK）- 服部香江子
- 猫弁と透明人間（2013年4月22日，TBS電視台） - 田部井陽子
- NHK德島放送局開局80周年記念SP「狸な家族」（2013年6月26日，NHK BSプレミアム） - 中島初子
- プレミアムドラマ 人生，成り行き 天才落語家・立川談志 ここにあり（2013年8月11日・8月18日，NHK BSプレミアム）
- サイレント・プア（2014年，NHK）- 石田敬子
- 對不起青春！（2014年，TBS電視台） - 淡島舞
- 怪奇戀愛作戰（2015年，東京電視台） - 揺木秋子
- 偽裝夫婦（2015年，日本電視台） - 名波八重子
- 紅鱂魚（2015年，TBS） - 魚河岸の女將
- 初次見面，我愛你（2016年，朝日電視台） - 不破春代
- 監獄公主（2017年，TBS電視台） - 大門洋子
- 孤獨的美食家 Season7 特別篇（2018年，東京電視台） - 「台灣拉麵光陽」老闆
- 韋駄天～東京奧運故事～（2019年，NHK） - 美濃部喜美子
- 相棒 season18（2020年，朝日電視台） - 鬼石美奈代（第20集客串）
- 危險維納斯（2020年，TBS） - 兼岩順子
- 歡迎回來百音（2021年，NHK） - 及川美波
- 所羅門的偽證（2021年，WOWOW） - 藤野邦子
- 但是，還保有熱情（2023年，日本電視台） - 高山三希
- 不是因為家人才愛，而是愛的是家人（2024年，NHK） - 岸本瞳
- 誰曾愛過我？（2024年，TBS）- 加藤百合子（第4、5集客串）
- 若草物語 -戀愛姐妹與無法戀愛的我-（2024年，日本電視台）- 町田滿美
- 獅子的藏身處（2024年，TBS）- 小森惠美
- 小鎮星熱點（2025年，日本電視台）- 沢田えり
- 初戀DOGs（2025年，TBS）- 花村千佳子
- 我們還不懂那顆星球的校規（2025年，關西電視台・富士電視台）- 三宅夕子
- 豐臣兄弟！（2026年，NHK）- 仲

### 電影
- ユーリ（1996年） - 七美
- タイム・リープ（1997年）- 西田昌代
- OL忠臣蔵（1997年） - 佐倉ふぶき
- ご存知!ふんどし頭巾（1997年10月10日，松竹） - 瑠璃ヶ丘光
- 目下の恋人（2002年）
- 君のままで（2003年） - 主演 工藤加奈美
- 木更津貓眼 日本系列（2003年）
- 残煙（2004年） - ユキ
- 歌舞伎町案内人（2004年）
- 蠟筆小新：風起雲湧！不理不理3分鐘大進攻（2005年）
- 青春☆金属バット（2006年）- エイコ
- The焼肉ムービー プルコギ（2006年）
- フリージア（2007年） - ナツミ
- ドルフィンブルー フジ，もういちど宙へ（2007年） - 望月ユリ
- 赤い文化住宅の初子（2007年） - 田尻
- 実録・連合赤軍 あさま山荘への道程（2008年）
- 病葉流れて（2008年）
- ビルと動物園（2008年）
- 我和條子的700天戰爭(2008年) - 白井恭子先生
- 死にぞこないの青(2008年) - 佐佐木恵美子
- ノン子36歳（家事手伝い）（2008年）
- ドロップ（2009年）
- 私は猫ストーカー（2009年）
- THE CODE/暗号（2009年）
- 人間失格（2010年）- 礼子
- ACACIA（2010年） - タクロウの母
- スープ・オペラ（2010年） - 島田ルイ
- 鬼太郎之妻（2010年） - 田所初枝（布枝の姉）
- 劇場版 神聖かまってちゃん ロックンロールは鳴り止まないっ（2011年）
- その夜の侍（2012年） - 中村久子
- 中学生円山（2013年） - 円山ミズキ
- KANO（2014年）
- 類比（2023年） - 椎名順子
- 銀河鐵道之父（2023年） - 宮沢イチ
- MY (K)NIGHT（2023年） - 佳津子
- 去唱卡拉OK吧！（2024年） - 岡優子

### 網路劇
- 沒有季節的小墟（2023年，Disney+） - しのぶ

## 外部連結
- 星塵事務所官方網站（页面存档备份，存于）
- 坂井真紀官方網站* （页面存档备份，存于）
- 坂井真紀・星野源 『ノン子36歳（家事手伝い）』インタビュー（页面存档备份，存于）
- 坂井真紀的X（前Twitter）（日語）